# Burg Unterleinleiter
Die Burg Unterleinleiter ist eine abgegangene mittelalterliche Niederungsburg bei Unterleinleiter im Landkreis Forchheim in Bayern.          
Als Besitzer der 1380 als „Veste Leinlewter“ erwähnten und 1409 wegen Landfriedensbruches zerstörten Burg wird Walter VI. von Streitberg genannt. 
Von der ehemaligen Burganlage, bei der es sich möglicherweise um eine Turmhügelburg (Motte) handelte, ist nichts erhalten. 1536 wurde die Stelle noch als „Wale“, also als Turmhügel, bezeichnet.